# Veenendaal-Veenendaal 2004
La Veenendaal-Veenendaal 2004, diciannovesima edizione della corsa, si svolse il 16 aprile su un percorso di 207 km, con partenza ed arrivo a Veenendaal. Fu vinta dall'italiano Simone Cadamuro della squadra De Nardi davanti all'australiano Robbie McEwen e al belga Jo Planckaert.

## Ordine d'arrivo (Top 10)
| Pos. | Corridore       | Squadra                          | Tempo    |
| ---- | --------------- | -------------------------------- | -------- |
| 1    | Simone Cadamuro | De Nardi                         | 4h40'29" |
| 2    | Robbie McEwen   | Lotto-Domo                       | s.t.     |
| 3    | Jo Planckaert   | MrBookmaker-Palmans              | s.t.     |
| 4    | Jans Koerts     | Chocolade Jacques-Wincor Nixdorf | s.t.     |
| 5    | Serhij Hončar   | De Nardi                         | s.t.     |
| 6    | Mario Aerts     | T-Mobile                         | a 6"     |
| 7    | Allan Johansen  | Bankgiroloterij                  | a 14"    |
| 8    | Tomáš Konečný   | T-Mobile                         | a 18"    |
| 9    | Lubomir Kejval  | eD'system-ZVVZ                   | s.t.     |
| 10   | Peter Wuyts     | MrBookmaker-Palmans              | s.t.     |